# Hunter of Stars
A Hunter of Stars (magyarul: Csillagvadász) egy dal, amely Svájcot képviselte a 2014-es Eurovíziós Dalfesztiválon. A dalt a svájci–olasz származású Sebalter adta elő angol nyelven Koppenhágában.
A dal a 2014. február 1-jén rendezett Entscheidungsshow című nemzeti döntőben nyerte el az indulás jogát, ahol a telefonos szavazók és a zsűri szavazata alakította ki a végeredményt, 50–50%-os arányban. A dal az első helyen végzett a hatfős döntő mezőnyben.
A dalt Koppenhágában először a május 8-i második elődöntőben adták elő, fellépési sorrendben tizenkettedikként a macedón Tijana To the Sky című dala után, és a görög Freaky Fortune és RiskyKidd Rise Up című dala előtt.
A május 10-én rendezett döntőben fellépési sorrendben huszadikként adták elő a spanyol Ruth Lorenzo Dancing in the Rain című dala után, és a magyar Kállay-Saunders András Running című dala előtt.
A következő svájci induló Mélanie René lesz a Time to Shine című dalával a 2015-ös Eurovíziós Dalfesztiválon.

## Külső hivatkozások
- Dalszöveg
- A Hunter of Stars című dal előadása a svájci nemzeti döntőben
- A dal első próbája a koppenhágai arénában
- A dal második próbája a koppenhágai arénában
- A dal előadása az Eurovíziós Dalfesztivál második elődöntőjében